# H-IIB
H-IIB (o H-2B) era un vettore spaziale non riutilizzabile sviluppato congiuntamente dall'agenzia spaziale giapponese JAXA e dalla Mitsubishi Heavy Industries per lanciare la navetta cargo H-II Transfer Vehicle (HTV), soprannominata Kōnotori, verso la Stazione spaziale internazionale. Era un razzo a propellente liquido, con razzi ausiliari a combustibile solido. I lanci venivano effettuati dal Centro Spaziale di Tanegashima, nel sud del Giappone.
L'H-IIB era una variante più potente del lanciatore H-IIA, rispetto a cui era in grado di mettere in orbita un terzo carico utile più pesante grazie ad un primo stadio di diametro maggiorato alimentato da due motori invece di uno. Il lanciatore è stato utilizzato dal 2009 al 2020.

## Caratteristiche tecniche

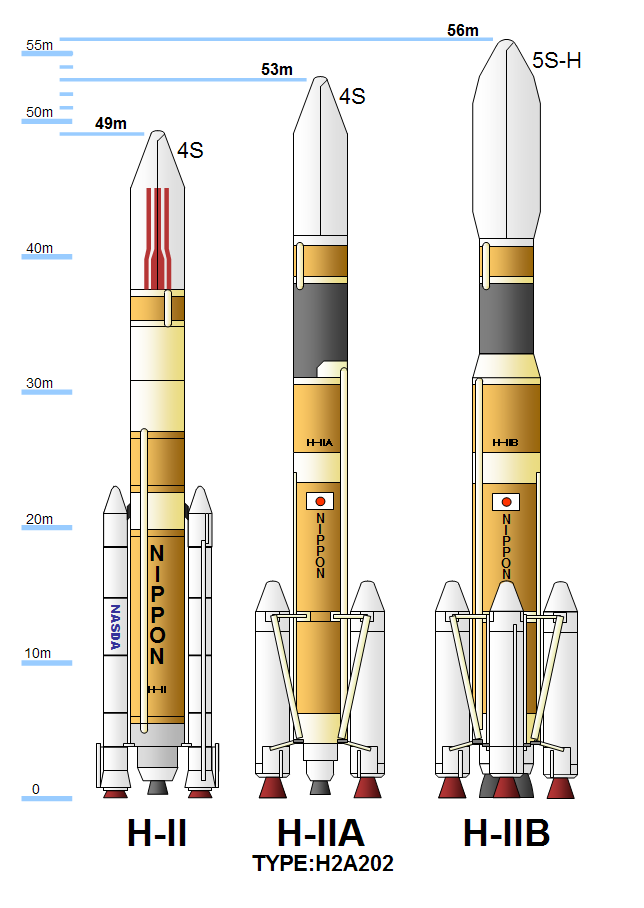
Serie dei razzi H-II

Il lanciatore H-IIB era un razzo a due stadi. Il primo stadio utilizzava come propellenti idrogeno liquido e ossigeno liquido e aveva quattro razzi ausiliari alimentati da propellente solido (polibutadiene). Il primo stadio dell'H-IIB era spinto da due motori, mentre quello dell'H-IIA, vettore realizzato precedentemente, aveva un solo motore; di conseguenza, il diametro del primo stadio dell'H-IIB era di 5,2 m rispetto ai 4 m dell'H-IIA e la lunghezza totale del primo stadio è stata estesa di circa 1 m rispetto a quella del primo stadio dell'H-IIA. Il secondo stadio era identico a quello dell'H-IIA ed era spinto da un singolo motore, alimentato da idrogeno e ossigeno liquidi. L'H-IIB era in grado di trasportare un carico utile fino a 8.000 kg in orbita geostazionaria (GTO) rispetto al carico utile di 4.000-6.000 Kg dell'H-IIA. In orbita terrestre bassa (LEO) l'H-IIB poteva trasportare un carico utile fino a 19.000 Kg; le sue prestazioni pertanto erano sufficienti per la navetta cargo H-II (HTV) da 16.500 Kg. 
Il primo H-IIB è stato lanciato nel settembre 2009 e l'ultimo H-IIB nel maggio 2020. Il lanciatore ha effettuato un totale di nove voli senza guasti. In ogni volo è stata lanciata una navetta H-II (HTV); in alcuni voli, oltre alla navetta giapponese sono stati lanciati anche CubeSat di altre nazioni.